# FASTA (format)
FASTA är inom bioinformatik och biokemi ett textbaserat format för att representera antingen nukleotidsekvenser eller aminosyrasekvenser. FASTA utvecklades David J. Lipman och William R. Pearson.